# Ellobius alaicus
Ellobius alaicus is een zoogdier uit de familie van de Cricetidae. De wetenschappelijke naam van de soort werd voor het eerst geldig gepubliceerd door Vorontsov, Liapounova et al. in 1969.